# محو الأنماط
محو الأنماط (بالإنكليزية: depatterning) طريقة من طرائق علم النفس أو التأثير على النفسية البشرية غايتها مسح جميع مكونات الشخصية البشرية وجعلها تتلاشى وذلك لتتلاشى معها الأعراض النفسية المرضية في الشخصية ولتُعاد برمجتها لاحقا. استُعمل خلال جلسات محو الأنماط الصعقاتُ الكهربائية وأجريت الكثير من التجارب المعتمدة على المخدرات. يعد الدكتور دونَلد غيون كَمرون من علماء النفس البارزين الذين عملوا على هذا المجال. اهتمت وكالة المخابرات الأمريكية بعمل دونَلد إيون وأمثاله ومولت بحوثهم لاعتقادها بأهميتها في عمل الوكالة (برنامج MK ULTRA). وقد أُجريت تجارب على مواطنين أمريكيين وكنديين. ويعد محو الأنماط تطويرا لطريقة التحكم النفسي Psychic driving.